# Четвёртое отделение психоневрологического диспансера
Четвёртое отделе́ние психоневрологи́ческого диспансе́ра — поселок в Кирово-Чепецком районе Кировской области в составе Пасеговского сельского поселения.

## География
Расположен на расстоянии примерно 14 км по прямой на юг-юго-восток от центра поселения села Пасегово на правом берегу реки Быстрица.

## История
Поселок известен с 1978 года, в 1989 году 98 жителей.

## Население
Постоянное население составляло 38 человек (русские 95%) в 2002 году, 3 в 2010.